# Оук-Гроув (округ Джексон, Міссурі)
Оук-Гроув (англ. Oak Grove) — місто (англ. city) в США, в окрузі Джексон штату Міссурі. Населення — 8157 осіб (2020).

## Географія
Оук-Гроув розташований за координатами 39°0′25″ пн. ш. 94°7′42″ зх. д. / 39.00694° пн. ш. 94.12833° зх. д. (39.007033, -94.128441).  За даними Бюро перепису населення США в 2010 році місто мало площу 16,03 км², з яких 15,98 км² — суходіл та 0,05 км² — водойми.

## Демографія
Згідно з переписом 2010 року, у місті мешкало 7795 осіб у 2791 домогосподарстві у складі 2068 родин. Густота населення становила 486 осіб/км².  Було 2990 помешкань (187/км²).
Расовий склад населення:
| - 94,7 % — білих - 1,1 % — чорних або афроамериканців - 0,8 % — корінних американців - 0,7 % — азіатів - 0,1 % — вихідців з тихоокеанських островів |

До двох чи більше рас належало 1,8 %. Частка іспаномовних становила 3,7 % від усіх жителів.
За віковим діапазоном населення розподілялося таким чином: 30,6 % — особи молодші 18 років, 57,6 % — особи у віці 18—64 років, 11,8 % — особи у віці 65 років та старші. Медіана віку мешканця становила 32,4 року. На 100 осіб жіночої статі у місті припадало 94,1 чоловіків;  на 100 жінок у віці від 18 років та старших — 88,5 чоловіків також старших 18 років.
Середній дохід на одне домашнє господарство  становив 58 670 доларів США (медіана — 47 827), а середній дохід на одну сім'ю — 63 496 доларів (медіана — 52 813). За межею бідності перебувало 6,8 % осіб, у тому числі 8,0 % дітей у віці до 18 років та 5,5 % осіб у віці 65 років та старших.
Цивільне працевлаштоване населення становило 3534 особи. Основні галузі зайнятості: освіта, охорона здоров'я та соціальна допомога — 18,9 %, роздрібна торгівля — 14,0 %, будівництво — 12,5 %.